# Хари Христов
Хари Христов (буг. Хари Христов; Враца, 30. мај 1969) бугарски је певач поп-фолк и народне музике.

## Биографија
Рођен је 30. маја 1969. године у граду Враца на западу Бугарске. Христов пева народне и поп-фолк песме од детињства, а његови родитељи су такође певали народне песме. Крајем 1980-их снимио је своје прве песме, док је истовремено изводио српске народне песме на свадбама и другим манифестацијама. Објавио је три албума са различитим музичким компанијама, као што су Меџик мјузик, Пајнер мјузик и БМК (Бугарска музичка компанија).
Године 1993. оженио се супругом Јорданком, а исте године рођена је и њихова кћерка Мелинда која се бави певањем, позната бугарској публици са музичких такмичења „Певај са мном” и „Глас Бугарске” (Пей с мен / Гласът на България).

## Дискографија
- Радост моя (1995)
- Приятели за вас (1998)
- Време за любов (1999)

## Спотови
| Спот           | Година |
| -------------- | ------ |
| Дяволска жена  | 1998   |
| Двама братя    | 1999   |
| Ах, боли, боли | 1999   |

## Музички наступи
- Пирин фолк 2018. – пес. „Севда изгубена“